# مارغريت إيزلي
مارغريت إيزلي (بالإنجليزية: Margaret Easley)‏ هي ممثلة أمريكية، ولدت في 2 يونيو 1970 في أوستن في الولايات المتحدة.

## وصلات خارجية
- الموقع الرسمي
- مارغريت إيزلي على موقع IMDb (الإنجليزية)
- مارغريت إيزلي على موقع أول موفي (الإنجليزية)
- مارغريت إيزلي على موقع قاعدة بيانات الفيلم (الإنجليزية)